# Перевертни
Перевертни (укр. перевертні, дословно с украинского «перевертень» — оборотень) — прозвище, реже самоназвание, обрусевших малороссиян, переселившихся в районы бывшего Дикого поля (Слобожанщина) в XVII—XVIII веках в ходе совместной дружественной русско-украинской колонизации.
В современных украинских изданиях термин перевертень может быть также использован для обозначения украинца, якобы отступившего от национальной культуры.

## Происхождение термина перевертень и его использование
Для русских появление «перевертней» было выгодно представить этапом русско-украинского содружества, конечным желаемым результатом которого станет полное единение двух народов.
Для украинцев, особенно для националистически настроенной части украинского общества, «перевертни» — это не только предатели и вырожденцы, но и прямые пособники врагов украинской независимости и самобытности.
Более взвешенную оценку существования «перевертней» можно встретить в работах этнографов.

### Русская версия
Ярким представителем русской позиции был Денисевич Г. В., который считал, что термин «перевертень» стал использоваться в XVII—XVIII веках. В это время украинцы называли себя «малороссиянами», «черкесами», «казаками». Следовательно «перевертни» перестали быть украинцами до того, как появилось название «украинцы».
Однако письменное упоминание о перевертнях — обрусевших малороссиянах, тем же Денисевичем Г. В. зафиксировано лишь в 40-е годы XIX века, что, впрочем, никак не опровергает существование перевертней в предшествующие периоды.

### Украинская версия
Одним из авторов украинского образа «перевертня» был Тарас Шевченко:

Перевертнями Шевченко называет украинцев, которые с целью личной наживы пренебрегали национальными и социальными интересами собственного народа. Ассимиляцию украинской старшины, которой для привлечения жаловались в вечное владение земли, села и крепостные, российская власть начала проводить с начала XVIII века. Особенно усилилась проимперская ориентация украинской знати после 1785 г., когда Екатерина II уровняла её с российским дворянством, что открывало возможности сделать карьеру и получить административную должность на высшем государственном уровне. Типовой носитель этой (приобретённой) «малороссийской» ментальности выведенный Шевченко в образе «землячка… с оловянными пуговицами» в поеме «Сон».
— Шевченко Т. Г. Зібрання творів: У 6 т. — К., 2003. — Т. 1: Поезія 1837—1847. — С. 691—694.
В стихотворении «Разрытые могилы» Т. Г. Шевченко создан яркий образ «перевертня-предателя» — верного помощника москаля:

«Днепр мой, брат мой, высыхает

Средь степей унылых,

А москаль по степи бродит,

Роется в могилах.

Не своё он роет, ищет,

Могилы тревожит;

Но растёт уж перевертень…

Вырастет, поможет

Он хозяйничать в отчизне

Чужаку… Спешите

И рубаху вы с матери

Худую снимите!

Звери, звери, мать родную

Терзать помогите!»
Оригинальный текст (укр.)«Дніпро, брат мій, висихає,

Мене покидає,

І могили мої милі

Москаль розриває…

Нехай риє, розкопує,

Не своє шукає,

А тим часом перевертні

Нехай підростають

Та поможуть москалеві

Господарювати,

Та з матері полатану

Сорочку знімати.

Помагайте, недолюдки,

Матір катувати»
— перевод М. А. Славинского
Симоненко, Василий Андреевич:

Народ мой есть! Всегда народ мой будет!

И не перечеркнуть им мой народ!

Исчезнут перевертни и приблуды,

Воинственные орды заволок!
Оригинальный текст (укр.)Народ мій є! Народ мій завжди буде!

Ніхто не перекреслить мій народ!

Пощезнуть всі перевертні й приблуди,

І орди завойовників-заброд!— перевод А. Сороки

### Историко-этнографическая версия
Заселение малороссами районов Дикого поля, как показано в работах и украинского историка Д. И. Багалея и русского историка И. Н. Миклашевского, началось в начале XVII века и приобрело массовый характер после Восстания Хмельницкого в период Руины. При этом значительная часть украинцев заняла земли по так называемому старозаимочному праву (от слова занимать), то есть как свободные переселенцы.
И хотя это не уберегло их в XVII в. от включения в разряд крепостных, но позволило отказаться от выплат за освобождение по реформе 1861 г. При этом большая часть переселенцев были обыкновенными крестьянами и не имели никакого отношения к украинской старшине. Таким образом, ни факты ни хронология событий не подтверждают украинскую версию предателей перевертней.
Русская версия же опровергается последующим ходом событий. У «перевертней», оказавшихся в пределах русских губерний, было больше двухсот лет, чтобы смешаться с русским населением. Однако они сохранили свою культуру даже на изолированных от украинского влияния хуторах с населением в 60 человек.
Таким образом перевертни — это не обрусевшие малороссияне и не предатели украинского народа, а выделившаяся в XVII—XVIII вв. группа восточных славян, которая при освоении районов Дикого поля восприняла как южно-русские, так и украинские элементы культуры.
Халанский М. Г., описывая говоры южно-русские говоры северной части Курско-Белгородского региона отмечает, что цуканов называют «выворотными». Таким образом, не только перевертни, искажающие украинский язык, но и русские, искажающие русский язык, в приграничном регионе обозначались словами с корнем «вертеть».
Поскольку украинская культура была более адаптирована к освоению степных пространств (тяжёлые металлические плуги для вспашки целины, саманная или каркасная конструкция дома, не нуждающаяся в большом количестве качественного леса, и т. д.) и сама была мощным источником заимствования со стороны южно-русской культуры, главным отличительным признаком перевертней стала консервация и выработка своеобразных говоров с украинской основой, которые впоследствии легли в основу суржика.

## Район расселения
Русско-украинское пограничье в междуречье Днепра и Дона, а также частично правобережье Волги. Сёла, слободы и хутора перевертней узкой полосой тянулись с севера на юг между районами с преобладающим украинским населением на западе и русским на востоке по территории современных Сумской, Харьковской, Луганской областей Украины и Белгородской, Воронежской и Волгоградской областей России.

## Историческая судьба
Перевертни пережили как политику русификации императорской России, так и политику украинизации первых лет советской власти. Приговором для их своеобразной культуры стало всеобщее школьное образование и массовое переселение в город. Сельская культура, державшаяся на самоизоляции перевертней, прекратила своё существование. Уже первое послевоенное поколение, оторванное от родителей, заговорило на русском.

## Классификация говоров перевертней
Денисевич Г. В., учитывая типичные структурные изменения в говорах с украинской исторический основой, существующих на территории Курско-Белгородского края, разделил эти говоры на три подгруппы:
- говоры с украинской исторической основой и с южновеликорусскими элементами.

К ним Денисевич отнёс окающие говоры села Тёткино (юго-западнее Рыльска) и села Антоновка (Грайворонского района Белгородской области). Окающий диалект с украинской основой и незначительным южно-русским влиянием был также зафиксирован в 2012 г. на хуторе Угрим Белгородского района. Причём Угрим с юга окружён сёлами Весёлая Лопань, Бессоновка с акающим украинским диалектом, а с севера сёлами и хуторами с различными формами южно-русского говора, то есть оторван от других окающих поселений с середины XVIII века;
- переходные говоры с украинской исторической основой и с южновеликорусскими элементами (акающие говоры сёл Ржавы, Казанки и др.);
- южновеликорусские говоры со следами украинской исторической основы (акающие — икающие или якающие говоры сёл Михайловки, Жидеевки, Ивановского и др.).

Данную классификацию Денисевич Г. В. предложил на основе сведений, собранных в 93 селениях курско-белгородского края.
В украинской диалектологии те же говоры того же региона классифицируются как восточно-полесская группа северного диалекта и слобожанская группа юго-восточного диалекта.

## История изучения
Изучение украинских говоров на территории России — актуальная проблема диалектологии.

Хотя исследовать их начали ещё в 19 столетии, на сегодня имеются лишь некоторые материалы и исследования говоров Воронежской области (К. Филатов, Н. Гринкова, О. Безкровный, Л. Комиссарова, В. Собинникова, Г. Солонськая, З. Сикорская, М. Запрягаева, М. Авдеева), Ростовской (О. Миртов, К. Удовкина, С. Габ, О. Лепешкова, З. Сикорская), Самарской (И. Вальченко), Краснодарского края (Н. Федоренко, О. Тарасенкова, И. Чередниченко, С. Довгопол), Курской и Белгородской зоны (Халанский М. Г., М. Денисевич, Сагаровский А.), Саратовской и Волгоградской областей (А. Дульзон, Ф. Сергеев, А. Пашкивский, О. Северьянова), Сибири (В. Пащенко), Дальнего Востока (П. Георгиевский, Т. Назарова), Приморского края (Л. Добрянская).
На современном этапе изучение диалекта и культуры перевертней осуществляется силами учёных Волгоградского, Курского, Белгородского, Сумского, Харьковского, Горловского и Луганского университетов. Однако все работы носят локальный, региональный характер. Попыток совместного труда до сих пор предпринято не было.